# Luciane Buchanan
Luciane Buchanan, född den 18 juli 1993 i Auckland i Nya Zeeland, är en nyzeeländsk skådespelare.
Buchanan har bland annat medverkat i TV-serierna Filthy Rich mellan 2016 och 2017, Nya legender om Apkungen år 2018–2020 och en av huvudrollerna i The Night Agent år 2023 2025. Hon kommer även axla huvudrollen i filmen The Tank år 2023.

## Filmografi (i urval)
- 2016–2017 – Filthy Rich (TV-serie)
- 2018–2020 – Nya legender om Apkungen (TV-serie)
- 2023–2025 – The Night Agent (TV-serie)
- 2023 – The Tank
- 2025 – Chief of War (TV-serie)